# Saharat Pongsuwan
Saharat Pongsuwan (thailändisch สหรัฐ ปองสุวรรณ, * 11. Juni 1996 in Phuket), auch als Pluem (thailändisch ปลื้ม) bekannt, ist ein thailändischer Fußballspieler.

## Karriere

### Verein
Saharat Pongsuwan erlernte das Fußballspielen in den Jugendmannschaften des Phuket City FC und Bangkok Glass, dem heutigen BG Pathum United FC. Hier unterschrieb er 2016 auch seinen ersten Profivertrag. Die Saison 2017 wurde er vom Zweitligisten Chiangmai FC ausgeliehen. Nach 28 Zweitligaspielen kehrte er 2018 nach der Ausleihe zu BG zurück. Ende 2018 musste er mit BG in die zweite Liga absteigen. Die Saison 2019 wurde er mit BG Meister der zweiten Liga und stieg direkt wieder in die erste Liga auf. Nach einer überragenden Saison 2020/21 wurde BG am 24. Spieltag mit 19 Punkten Vorsprung thailändischer Fußballmeister. Im Juni 2021 wechselte er auf Leihbasis zum ebenfalls in der ersten Liga spielenden PT Prachuap FC. Am 29. Mai 2022 stand er mit PT im Finale des Thai League Cup. Hier unterlag man im BG Stadium Buriram United mit 4:0. Nach der Ausleihe kehrte er Ende Mai 2022 wieder zu BG zurück. Am 6. August 2022 gewann er mit BG den Thailand Champions Cup. Das Spiel gegen Buriram United im 80th Birthday Stadium in Nakhon Ratchasima gewann man mit 3:2. Im Dezember 2022 wechselte er ein wieder auf Leihbasis zum  Ligakonkurrenten PT Prachuap FC. Zu Beginn der Saison 2023/24 wurde er im Juni 2023 fest von PT unter Vertrag genommen. Nach zwei Spielzeiten wechselte er im Sommer 2025 zum ebenfalls in der ersten Liga spielenden Rayong FC.

### Nationalmannschaft
Von 2017 bis 2018 trug er zweimal das Trikot der thailändischen U-23-Nationalmannschaft.

## Erfolge
BG Pathum United FC
- Thailändischer Meister: 2020/21
- Thailändischer Zweitligameister: 2019  ▲
- Thailändischer Supercup-Sieger: 2022

PT Prachuap FC
- Thailändischer Ligapokalfinalist: 2021/22